# Oedwinkel
Oedwinkel (früher Edwinkl) ist eine Ortschaft in der Marktgemeinde Ottenschlag im Bezirk Zwettl in Niederösterreich.

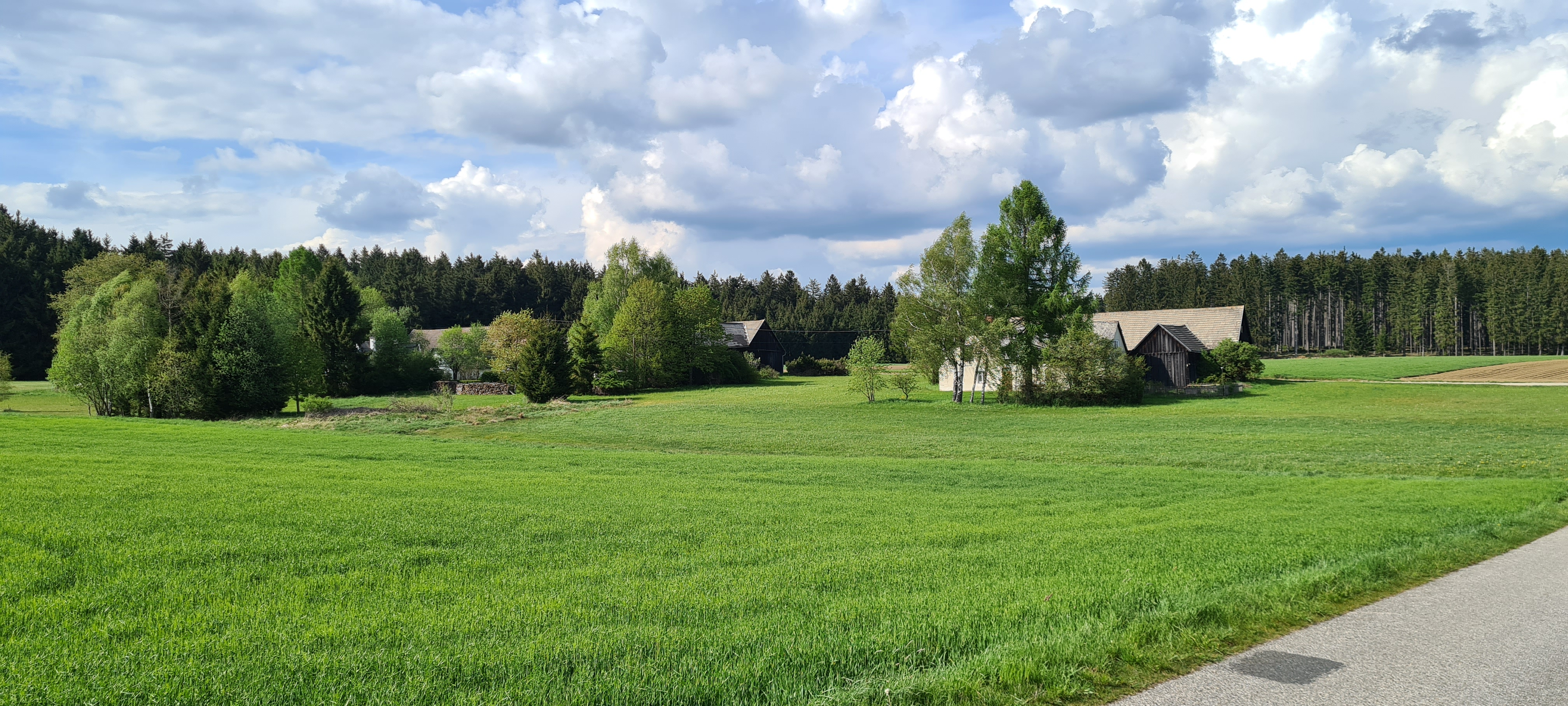
Blick auf den Ort aus südöstlicher Richtung

## Geografie
Die Ortslage besteht aus einer einreihigen Häuserzeile und liegt nördlich von Bernreith am Waldrand. Das westlichste Gehöft befindet sich bereits in der Katastralgemeinde Lugendorf der Gemeinde Sallingberg, wo es die Einzellage Ödwinkl darstellt. Am 1. April 2020 umfasste die Ortschaft 3 Adressen.

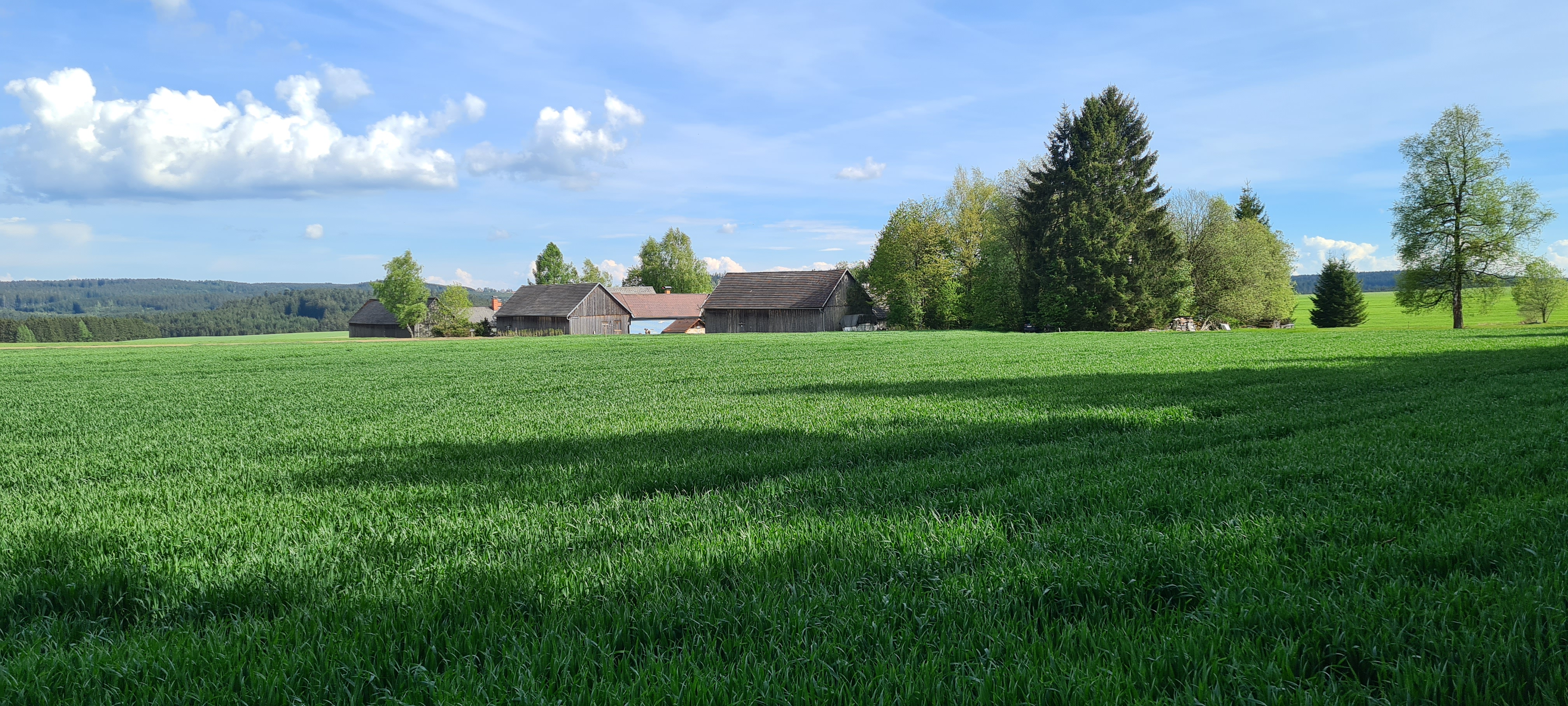
Blick auf den Ort aus nordwestlicher Richtung

## Geschichte
Der Ort wird 1751 im Historischem Ortslexikon Niederösterreich aus 3 Urlehen bestehend erwähnt.
Im Jahr 1822 wurde der Ort als Zerstreute Häuser mit sieben Häusern genannt, die nach Sallingberg eingepfarrt waren, wohin auch die Kinder eingeschult wurden. Die Herrschaft Ottenschlag besaß die Ortsobrigkeit, übte die Landgerichtsbarkeit aus, besorgte die Konskription und hatte die Grundherrschaft inne.
Im Franziszeischen Kataster von 1823 ist der Ort als Edwinkl und mit drei Gehöften verzeichnet, die sich alle in der Katastralgemeinde Bernreith befanden. Nach dem Umbruch 1848 kam der Ort zur Gemeinde Neuhof, war zunächst dem Amtsbezirk Ottenschlag und bis 1938 dem Bezirk Pöggstall zugeteilt.
Nach der Entstehung der Ortsgemeinden 1849 wurde der Ort ein Teil der Katastralgemeinde Bernreith in der Gemeinde Neuhof.
Laut Adressbuch von Österreich war im Jahr 1938 im Weiler Oedwinkel kein Gewerbe verzeichnet.
Im Zuge der Niederösterreichische Kommunalstrukturverbesserung wurde der Ort durch die Auflösung der Gemeinde Neuhof am 1. Januar 1968 ein Teil von Ottenschlag.